# Sopa de niu d'oreneta
La sopa de niu d'oreneta és una antiga especialitat de les cuines cantonesa (xinesa), vietnamita i d'Indonèsia. Tradicionalment aquesta sopa estava feta realment amb els nius per algunes espècies d'ocell de la família dels apòdids, molt semblants a l'oreneta, però no per aquestes. Aquests ocells construeixen els seus nius segregant un Mucositat que es considera una menja de luxe i molt apreciada al sud-est asiàtic. Actualment però el niu es fa industrialment o bé de manera casolana, a partir de productes semblants al pa o amb els mateixos llardons cruixents que als Països Catalans es troben a les xurreries junt amb les patates xips.
Aquest plat originàriament només era menjat per reis i emperadors. El seu consum es va posar especialment de moda al darrer terç del segle x, a l'època de la dinastia Song, i una altra vegada entre els segles xiv i xvii, amb la dinastia Ming. Els xinesos van anar important els nius d'altres països al llarg dels segles, cosa que va contribuir, per contacte, a exportar el plat.
Cap a finals del segle xx, amb la proliferació de restaurants de "fast food" xinesos i asiàtics arreu del món, es van donar a conèixer diferents sopes amb aquest nom, però que no estan fetes amb cap niu de cap ocell.

## Altres plats amb nius "d'oreneta"

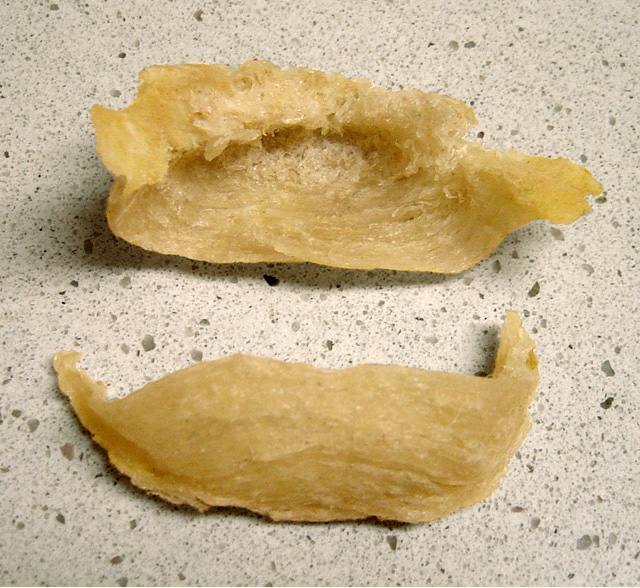
Un niu d'ocell com els tradicionalment usats en la sopa de niu d'oreneta

Els nius d'algunes espècies i subespècies d'apòlids són un ingredient de prestigi a la cuina asiàtica. El niu no es menja tal qual sinó prèviament condicionat i preparat: primer s'extreuen les plomes, excrements i altres impuresses que hi pugui haver i després es cou en aigua bullent durant almenys tres hores. S'obté llavors una substància tova, amb textura de gel, formada per multitud fibres blanques, que a alguns els podria recordar la melmelada de cabell d'àngel.
Amb aquest ingredient es fan diversos plats, típicament sopes, i acompanyaments sobretot per a aus, com ara el colom o la gallina. També es fa servir per a fer una melmelada molt coneguda i apreciada a Àsia, que pot contenir llavors de lotus o bé mongetes.